# 横滨媒体塔
横滨媒体塔（日语：横浜メディアタワー）是日本横滨市一座建筑（顶上含有广播电视发射塔），是横滨市第二高建筑物，是NTT DOCOMO神奈川县分店，位于日本横滨市西区港未来地区，高达253米，铁塔部分占建筑总体的五分之三。

## 基本资讯
- 占地面积：6518平方米
- 建筑面积：3907平方米
- 施工：大成建设
- 运营单位：日本电信电话株式会社旗下NTT-F公司
- 层数：地下2层，地上22层（大楼）
- 建筑结构：钢与粘性体制震壁结构
- 高度：100米（大楼高度）；253米（加上铁塔后的总高度）

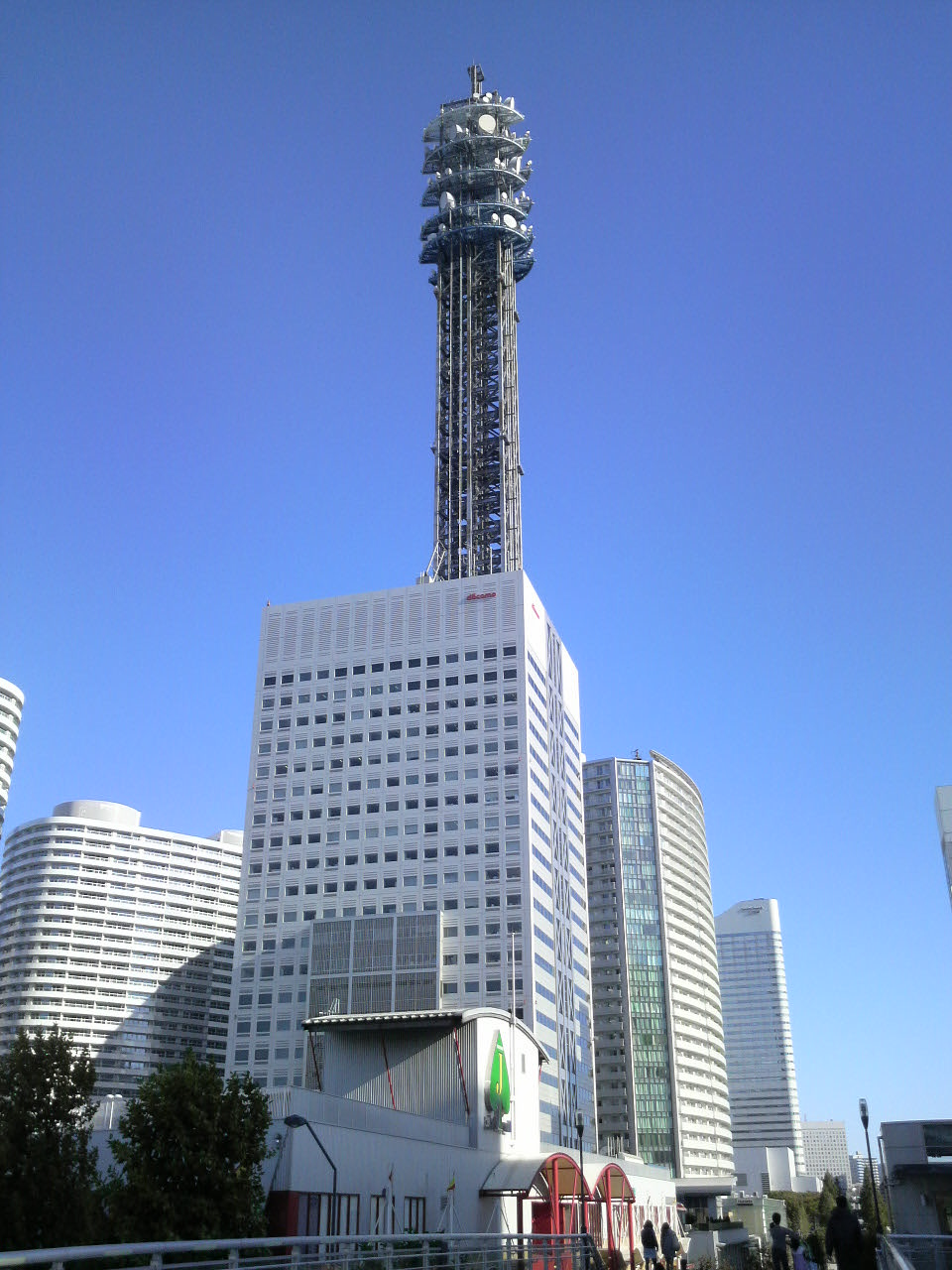
横滨媒体塔

- 竣工日期：1999年4月[2]

## 内部设施
- 横滨媒体塔形状类似于老式移动电话。
- 横滨媒体塔是日本横滨市防灾无线信号的中枢。
- 该塔一楼设有新能源汽车充电桩。[3]
- 该塔二楼设有自动售货机。
- 该塔的铁塔部分包含由东日本电信电话株式会社提供的微波天线。

## 获奖
- 北美照明学会国际照明设计奖（2000年）
- 第45届神奈川县建筑竞赛综合大楼优秀奖（2000年10月20日）
- 第13届日经新办公室推广奖（2000年8月）
- 日本照明普及奖优秀设施奖（2000年5月19日）
- 日本景观照明感谢奖旗下的“LIGHTNINGSELECTION建筑物和桥梁演出照明部门优秀奖”[2]

## 地址
- 日本横滨市西区港未来地区4-7-3
- 邮政编码：220-0012[4]

## 附近交通设施
- 横滨高速铁道港未来线新高岛站和港未来站